# Donnie Yen
 (janvier 2022).
Si vous disposez d'ouvrages ou d'articles de référence ou si vous connaissez des sites web de qualité traitant du thème abordé ici, merci de compléter l'article en donnant les références utiles à sa vérifiabilité et en les liant à la section « Notes et références ».
Donnie Yen, né le 27 juillet 1963 à Canton en Chine, est un acteur, réalisateur et chorégraphe d'action chinois.
Il est révélé en 2008 par son interprétation d'Ip Man, le célèbre maître de Wing Chun, dans un film de Wilson Yip.

## Biographie
Issu d’une famille d’experts en arts martiaux, Donnie Yen en a lui-même pratiqué dès son plus jeune âge. Sa mère commence à lui apprendre l’art du tai-chi alors qu’il n’a que 4 ans et, au fil des années, il s’essaie à divers arts martiaux, comme le taekwondo. Invité à poursuivre son apprentissage à Pékin à l’âge de 18 ans, il y fait la connaissance de son mentor, le chorégraphe de combats Yuen Woo-ping, qui l’initie au cinéma de Hong Kong.
En 1984, alors qu’il n’a que 21 ans, il décroche son premier rôle au cinéma dans Drunken Tai-Chi de Yuen Woo-ping, puis s’impose grâce à son interprétation du général Lan dans Il était une fois en Chine 2 : la secte du lotus blanc de Tsui Hark. Il fait ses débuts de réalisateur avec Legend of Wolf, ce qui lui ouvre de nouvelles perspectives. En 2000, Donnie Yen tourne son premier film américain, en incarnant le personnage immortel de Jin Ke dans Highlander: Endgame (2001). On l’a également vu dans Shanghai Kid 2 (Shanghai Knights) (2002) aux côtés de Jackie Chan.
Donnie Yen a joué dans Blade 2 (2002) dont il a également réglé les scènes de combats. Il a partagé l’affiche de Hero (Ying Xiong) (2002) de Zhang Yimou.
Le retrait de Jet Li du monde du cinéma martial à partir de 2006 permet enfin à Donnie Yen d'exploser à Hong Kong. Il devient en effet la star numéro un des films d'arts martiaux enchaînant succès sur succès notamment en collaborant avec Wilson Yip (SPL : Sha po lang, Flashpoint, Dragon Tiger Gate).
C'est surtout en 2008 que la carrière de Donnie Yen va être à son apogée. En effet il interprète Ip Man, le célèbre maître de Wing Chun, dans un film de Wilson Yip. Le film est aujourd'hui considéré comme l'un des meilleurs films d'arts martiaux. Un second opus, Ip Man 2, a vu le jour en 2010, suivi par un troisième opus, Ip Man 3, en 2015 et un quatrième en 2019.
En 2016, il joue le rôle de Chirrut Îmwe dans le film Rogue One: A Star Wars Story de Gareth Edwards, puis en 2017 celui de Xiang dans XXX: Reactivated.

## Prises de positions politiques et controverses
En mars 2023, Donnie Yen devient membre de la Conférence Consultative Politique du Peuple Chinois en tant que représentant du secteur "Littérature et arts". Il a déclaré qu'il était un patriote chinois et a demandé que ses rôles au cinéma à Hollywood représentent positivement les Chinois.
Le 6 mars 2023, une pétition en ligne appelant à l'annulation de l'invitation de Donnie Yen à présenter un prix à la 95e cérémonie des Oscars a recueilli plus de 100 000 signatures. La pétition à l'initiative d'un groupe de gens à Hong-Kong fait suite à la déclaration de Donnie Yen qui a affirmé que les manifestations de Hong Kong de 2019-2020 n'étaient pas des manifestations, mais des "émeutes".

## Vie privée
Il s'est marié en 2003 à Toronto à Cecilia Cissy Wang. Il a trois enfants : Jasmine née en 2004, et deux fils : James né en 2007 et Man-Cheuk Yen né d'une union précédente.
Il est ami avec beaucoup d'autres personnalités du cinéma Hongkongais telles que Jackie Chan, Jet Li, Sammo Hung, Simon Yam, Fan Siu-wong…
C'est un très grand amateur de combat libre ; il assiste à des shows dès qu'il le peut.

## Filmographie

### Comme acteur

#### Cinéma
- 1982 : Miracle Fighters 2 (cascadeur)
- 1984 : Drunken Tai Chi (en) de Yuen Woo-ping
- 1985 : Mismatched Couples de Yuen Woo-ping
- 1988 : Tiger Cage de Yuen Woo-ping
- 1989 : Le Sens du devoir 4 de Yuen Woo-ping
- 1990 : Tiger Cage 2 de Yuen Woo-ping
- 1991 : Holy Virgin vs. the Evil Dead de Chui Fat et Tony Liu Jun-Guk
- 1991 : Moh soen gip de Lu Chun-Ku
- 1991 : Crystal Hunt de Hsu Hsia
- 1992 : Il était une fois en Chine 2 : La Secte du lotus blanc de Tsui Hark
- 1992 : L'Auberge du dragon de Raymond Lee et Tsui Hark
- 1992 : Cheetah on Fire de Thomas Yip
- 1993 : Butterfly and Sword de Chu Yin-Ping et Michael Mak
- 1993 : Iron Monkey de Yuen Woo-ping
- 1993 : Heroes Among Heroes de Yuen Woo-ping et Chin-Chung
- 1994 : Wing Chun de Yuen Woo-ping
- 1994 : Circus Kid de Wu Ma
- 1994 : Asian Cop: High Voltage de Yeung-Wah Kam et Donnie Yen
- 1995 : The Saint of Gamblers de Wong Jing
- 1996 : Iron Monkey 2 de Lu Chiang Chao
- 1996 : Satan Returns de Lam Wai-lun
- 1997 : The Black Rose (Caméo)
- 1997 : Legend of the Wolf de Donnie Yen
- 1998 : Ballistic Kiss de Donnie Yen
- 1998 : Shanghai Affairs de Donnie Yen
- 1998 : City Of Darkness (Caméo)
- 1999 : Hei se cheng shi de Wan-Chang Lin et Tin-Hung Yiu
- 2000 : Highlander: Endgame de Douglas Aarniokoski
- 2002 : Blade 2 de Guillermo del Toro
- 2002 : Hero de Zhang Yimou
- 2003 : Shanghai Kid 2 de David Dobkin
- 2004 : Love on the Rocks de Hing-Ka Chan et Dante Lam
- 2004 : The Twins Effect 2 de Patrick Leung et Corey Yuen
- 2005 : Seven Swords de Tsui Hark
- 2005 : SPL: Sha po lang de Wilson Yip
- 2006 : Dragon Tiger Gate de Wilson Yip
- 2007 : Flashpoint de Wilson Yip
- 2008 : Le Royaume des guerriers de Ching Siu-Tung
- 2008 : Painted Skin de Gordon Chan
- 2008 : Ip Man de Wilson Yip
- 2009 : All's Well End's Well 2009 de Vincent Kok(Caméo)
- 2009 : The Founding of a Republic de Sanping Han et Jianxin Huang (Caméo)
- 2009 : Bodyguards and Assassins de Teddy Chan
- 2010 : La 14e Lame de Daniel Lee Yan-kong
- 2010 : Ip Man 2 de Wilson Yip
- 2010 : Legend of the Fist: The Return of Chen Zhen de Andrew Lau
- 2011 : All's Well, Ends Well 2011 de Chan Hing-Ka et Janet Chun
- 2011 : The Lost Bladesman de Felix Chong et Alan Mak
- 2011 : Swordsmen de Peter Ho-Sun Chan
- 2012 : All's Well, Ends Well 2012 de Chan Hing-ka et Janet Chun
- 2013 : Together de Clarence Fok Yiu-leung
- 2013 : Special ID de Clarence Fok Yiu-leung
- 2014 : Le Roi singe (The Monkey King) de Soi Cheang
- 2014 : Golden Chicken 3 de Matt Chow (Caméo)
- 2014 : Iceman de Law Wing-cheung
- 2014 : Kung Fu Jungle de Teddy Chan
- 2015 : An Inspector Calls (en) de Raymond Wong et Herman Yau (caméo)
- 2015 : Ip Man 3 de Wilson Yip
- 2016 : Tigre et Dragon 2 (Crouching Tiger, Hidden Dragon: Sword of Destiny) de Yuen Woo-ping
- 2016 : Rogue One: A Star Wars Story de Gareth Edwards
- 2017 : XXX: Reactivated de D. J. Caruso
- 2017 : Chasing the Dragon de Wong Jing et Jason Kwan
- 2017 : Guardians of Martial Arts de Wen Zhang
- 2018 : Big Brother de Kam Ka-Wai
- 2018 : Iceman: The Time Traveller de Wai-Man Yip
- 2019 : Ip Man 4 de Wilson Yip
- 2020 : Enter the Fat Dragon de Kenji Tanigaki et Wong Jing
- 2020 : Mulan de Niki Caro
- 2021 : Raging Fire de Benny Chan
- 2022 : Yi tin to lung gei de Jing Wong
- 2022 : The Monkey King: The Legend Begins de Soi Cheang
- 2022 : Sou jiu de Chi-Leung Law
- 2023 : John Wick : Chapitre 4 de Chad Stahelski
- 2023 : Sakra, la légende des demi-dieux de Donnie Yen
- 2024 : The Prosecutor de Donnie Yen

#### Télévision

##### Téléfilm
- 1988 : The Last Conflict (téléfilm) de Lee Wai-Man : Dick Kwann

##### Séries télévisées
- 1989 : Mo min kap sin fung : Tse Kwok-Tung
- 1989 : Fei foo kwan ying : Cheung Ho Nam
- 1991 : Kon Tam Kwan Ying : Wong Wai-Sek
- 1991 : Ming Wan Mai Kung : Chung Ka-Jun
- 1994 : The Kung Fu Master : Hung Hei-Kwun
- 1995 : Fist of Fury: The Seque : Chen Zen
- 2016 : La Nature Parle (2 épisodes)

### Comme réalisateur
- 1994 : Asian Cop: High Voltage (avec Yeung-Wah Kam)
- 1997 : Legend of the Wolf
- 1998 : Ballistic Kiss
- 1998 : Shanghai Affairs
- 2023 : Sakra, la légende des demi-dieux
- 2024: The Prosecutor

## Distinctions
- 2003 : 40e Golden Horse Film Festival de la meilleure chorégraphie d'action pour The Twins Effect
- 2004 : 23e Hong Kong Film Award de la meilleure chorégraphie d'action pour The Twins Effect
- 2006 : 25e Hong Kong Film Award, de la meilleure chorégraphie d'action pour SPL : Sha po lang
- 2006 : 12e Golden Bauhinia Awards, de la meilleure chorégraphie d'action pour Dragon Tiger Gate
- 2007 : 44e Golden Horse Film Festival, prix de la meilleure chorégraphie d'action pour Flashpoint
- 2008 : 27e Hong Kong Film Award, de la meilleure chorégraphie d'action pour Flashpoint
- 2009 : 13e prix Huabiao, meilleur acteur d'origine chinoise en dehors de Chine.
- 2009 : MTV Awards, nommé acteur le plus stylé.
- 2009 : nommé Artiste de l'année 2009 par le magazine Black Belt
- 2009 : 16e Festival du film des étudiants de Pékin (Beijing Student Film Festival), du meilleur acteur pour Ip Man.
- 2010 : 19e Shanghai Film Critics Award du meilleur acteur pour Bodyguards and Assassins
- 2011 : 48e Golden Horse Film Festival de la meilleure chorégraphie d'action pour Swordsmen
- 2015 : 15e prix Huabiao, du meilleur acteur pour Le Roi singe
- 2015 : 34e Hong Kong Film Award de la meilleure chorégraphie d'action pour Kung Fu Jungle

## Voix francophones
En France, Alexis Victor et Antoine Schoumsky sont les voix régulières de Donnie Yen, en alternance. David Manet l'a également doublé à quatre reprises.